# Сволово
Сволово (пол. Swołowo) — село в Польщі, у гміні Слупськ Слупського повіту Поморського воєводства.
Населення — 238 осіб (2011).
У 1975-1998 роках село належало до Слупського воєводства.

## Демографія
Демографічна структура станом на 31 березня 2011 року:
|          | Загалом | Допрацездатний вік | Працездатний вік | Постпрацездатний вік |
| -------- | ------- | ------------------ | ---------------- | -------------------- |
| Чоловіки | 122     | 27                 | 88               | 7                    |
| Жінки    | 116     | 25                 | 77               | 14                   |
| Разом    | 238     | 52                 | 165              | 21                   |